# Fannie Kauffman

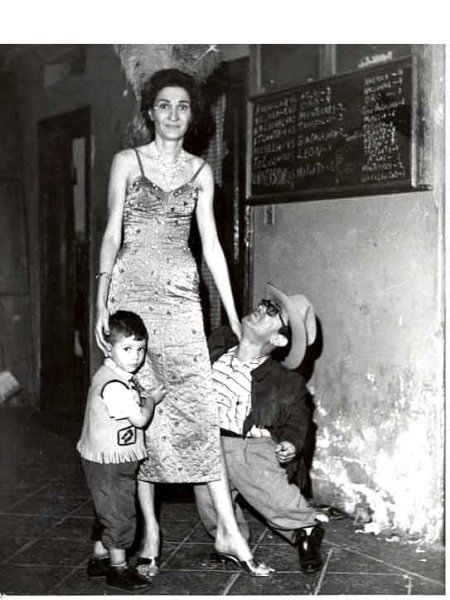
Fannie Kauffman mit dem Schauspieler Santanón und ihrem Sohn David Reyes Kauffman

Fannie Kauffman (auch Fanny oder Famie, Künstlername Vitola; * 11. April 1924 in Toronto, Kanada; † 21. Februar 2009 in Mexiko-Stadt, Mexiko) war eine kanadisch-mexikanische Schauspielerin.

## Biographie
Fannie Kauffman wurde in Kanada geboren und wuchs in Kuba auf. Ihr Kindheitstraum war es, Opernsängerin zu werden. Ihre Eltern meldeten sie zu einem Radiowettbewerb an, als sie elf war. Es wurde ein Mädchen gesucht, das in der täglichen Kinderradiosendung La Escuelita auftreten sollte. Kauffman gewann den Wettbewerb und trat mit dem kubanischen Comedy-Team Agapito y Timoteo im Radio auf. In dieser Zeit erhielt sie ihren Künstlernamen Vitola nach einem kubanischen Zigarrenformat.
Ab dem Alter von zwölf Jahren besuchte Fannie Kauffmann das Conservatorio de Música y Artes in Havanna. Es stellte sich heraus, dass sie eher komisches als ein gesangliches Talent besaß. Zudem war sie eine ungewöhnliche Erscheinung: Sie war sehr groß, sehr schlank und hatte eine auffallende Nase.
Im Alter von 22 Jahren zog Kauffman nach Mexiko-Stadt, wo die dortige Filmindustrie eine Blüte erlebte. Dort debütierte sie 1943 am Teatro Abreu in Mexiko-Stadt zunächst als Sängerin. Ihr Filmdebüt gab sie 1946 mit einer Rolle in dem Film Se acabaron las mujeres von Regisseur Ramón Peón. Sie freundete sich mit dem populären Komiker Germán Valdés alias Tin Tan an, mit dem zusammen sie in den folgenden Jahren mehrere Filme drehte, darunter als ersten 1950 El rey del barrio, der ein mexikanischer Klassiker werden sollte.  Auch spielte sie an der Seite von Pedro Infante und von Adalberto Martínez Resortes. Insgesamt wirkte sie in über 40 Filmen auf und trat weiterhin in Theatern auf.
Fannie Kauffman war drei Mal verheiratet. Ihr erster Mann war der mexikanische Diplomat Humberto Elizondo Alardine; durch diese Ehe erhielt sie die mexikanische Staatsbürgerschaft. Sie bekamen den gleichnamigen Sohn Humberto Elizondo, der später ebenfalls ein bekannter Schauspieler wurde. Ihr zweiter Mann war der Bauchredner Alex King. Insgesamt wurde sie Mutter von vier Söhnen und einer Tochter; zwei ihrer Söhne kamen kurz nacheinander bei Unfällen ums Leben. Sie verdiente gut, verlor aber auch viel Geld beim Glücksspiel, so dass sie gegen Ende ihres Lebens auf eine Unterstützung durch die Schauspielergewerkschaft und durch ihren Sohn angewiesen war.
Mit 72 Jahren kündigte Fannie Kauffman an, sich endgültig von der Bühne zurückzuziehen, als sie merkte, dass ihre Popularität sank und die „Leute nicht mehr so viel lachten wie früher“. 2009 starb sie in Mexiko-Stadt im Alter von 84 Jahren. Vitola, so die Kino-Fachwebseite Cinespacio24, habe der Komödie für Frauen im mexikanischen Film den Weg geebnet und weitere Komödiantinnen inspiriert.

## Ehrungen
2008 erhielt Fannie Kauffman einen Premios Lunas, einen mexikanischen Publikumspreis, für ihr Lebenswerk; ihr dortiger Auftritt, bei dem sie gefeiert wurde, war ihr letzter in der Öffentlichkeit. Posthum wurde sie mit dem mexikanischen Filmpreis Premio Ariel ausgezeichnet.

## Filmographie
- 1950: Simbad el Mareado
- 1951: ¡Ay amor... cómo me has puesto!
- 1954: Vizconde de Montecristo
- 1955: Los lios de Barba Azul
- 1956: Platillos Voladores
- 1960: El fantasma de la opereta
- 1963: El hombre de papel
- 1983: Mit 1000 PS in den Tod (Lola la trailera)
- 1986: El secuestro de Lola